# Sala della Lupa capitolina
La Sala della Lupa capitolina è un ambiente del piano nobile del palazzo dei Conservatori, nei Musei Capitolini a Roma. Vi si conservano la famosa Lupa capitolina e i fasti consulares.

## Storia
Fino al XVII secolo la sala era una loggia che si apriva con tre archi sulla città, ornata dagli affreschi appartenenti dalla prima decorazione pittorica dell'Appartamento dei Conservatori; nel XVI secolo era stata segnalata in questo ambiente, tra le altre sculture, la presenza della Lupa capitolina.
Dell'antica loggia rimane oggi memoria degli archi tracciati sulla parete esterna nel 1957, in seguito alle indagini non ancora concluse.
Gli affreschi, generalmente datati agli anni 1508-1513, sono stati irrimediabilmente danneggiati, in un primo momento, dall'inserimento dei Fasti Consolari e, in seguito, da quello delle lapidi di Alessandro Farnese e Marcantonio Colonna, dei quali si vollero celebrare le imprese militari accanto ai Fasti Capitolini. Lo stato frammentario in cui la decorazione pittorica ci è pervenuta ne rende difficile la lettura: la scena di trionfo è stata identificata con il Trionfo di Lucio Emilio Paolo, mentre quella di battaglia con la Campagna contro i Tolostobogi.
Nel 1865, in seguito ai lavori di restauro che interessarono tutto l'ambiente, fu eseguito l'attuale soffitto ligneo a cassettoni, la cui vivacità decorativa è stata rimessa in luce dal recente restauro.
Nei fondi dei lacunari forme antropomorfe di veloce e gradevole esecuzione si intrecciano con decorazioni floreali, nella evidente rievocazione delle grottesche cinquecentesche.
Alle spalle della Lupa vi è una grande lapide marmorea che incornicia alcuni Fasti Consolari, ritrovati nel 1586. Un'altra lapide alle spalle della Lupa (a sinistra) ricorda il ritrovamento e la collocazione nella sala di alcuni Fasti consolari sotto la responsabilità del Commissario Carlo Fea, sotto il pontificato di Pio VII, nel 1820.